# Aeroportul Bisho
Aeroportul Bisho (IATA: BIY, ICAO: FABE) este un aeroport din Provincia Eastern Cape, Africa de Sud.
Situat la o altitudine de 594 m, aeroportul dispune de o singură pistă.